# Črešnjevec pri Semiču
Črešnjevec pri Semiču – wieś w Słowenii, w gminie Semič. W 2018 roku liczyła 85 mieszkańców.